# Тропикана-филд
Тропикана-филд (англ. Tropicana Field) — крытый куполообразный стадион в Сент-Питерсберге, Флорида, США. Является домашней ареной для команды Главной лиги бейсбола «Тампа-Бэй Рейс». Здесь также с 2008 года проводится Бифф О’Брэдис Боул — футбольная игра NCAA. Стадион является единственным крытым стадионом в МЛБ с не убирающейся крышей.

## История
После того, как в 1970-х годах в Тампе появились две профессиональные команды «Тампа-Бэй Бакканирс» и «Тампа-Бэй Раудис», власти Сент-Питерсберга решили также побороться за появление профессиональной команды в их городе, а именно клуба Главной лиги бейсбола. В начале 1983 года было предложено строительство бейсбольного стадиона или мульти-функциональной арены. Из-за жаркого и влажного лета, а также частых штормов в городе, было решено построить куполообразный стадион, строительство которого началось в 1986 года. Новый стадион был назван «Флорида Санкоаст Доум». После строительства власти города попытались договориться с владельцами клуба «Чикаго Уайт Сокс» о переезде команды в их город, так как руководство клуба не могло договориться с Чикаго о строительстве для них новой арены. В 1989 году власти Чикаго и Иллинойса согласились построить новый стадион для клуба (сейчас известного как «ЮС Селлулар-филд»), поэтому переговоры о переезде клуба завершились.